# ماری (الهه)

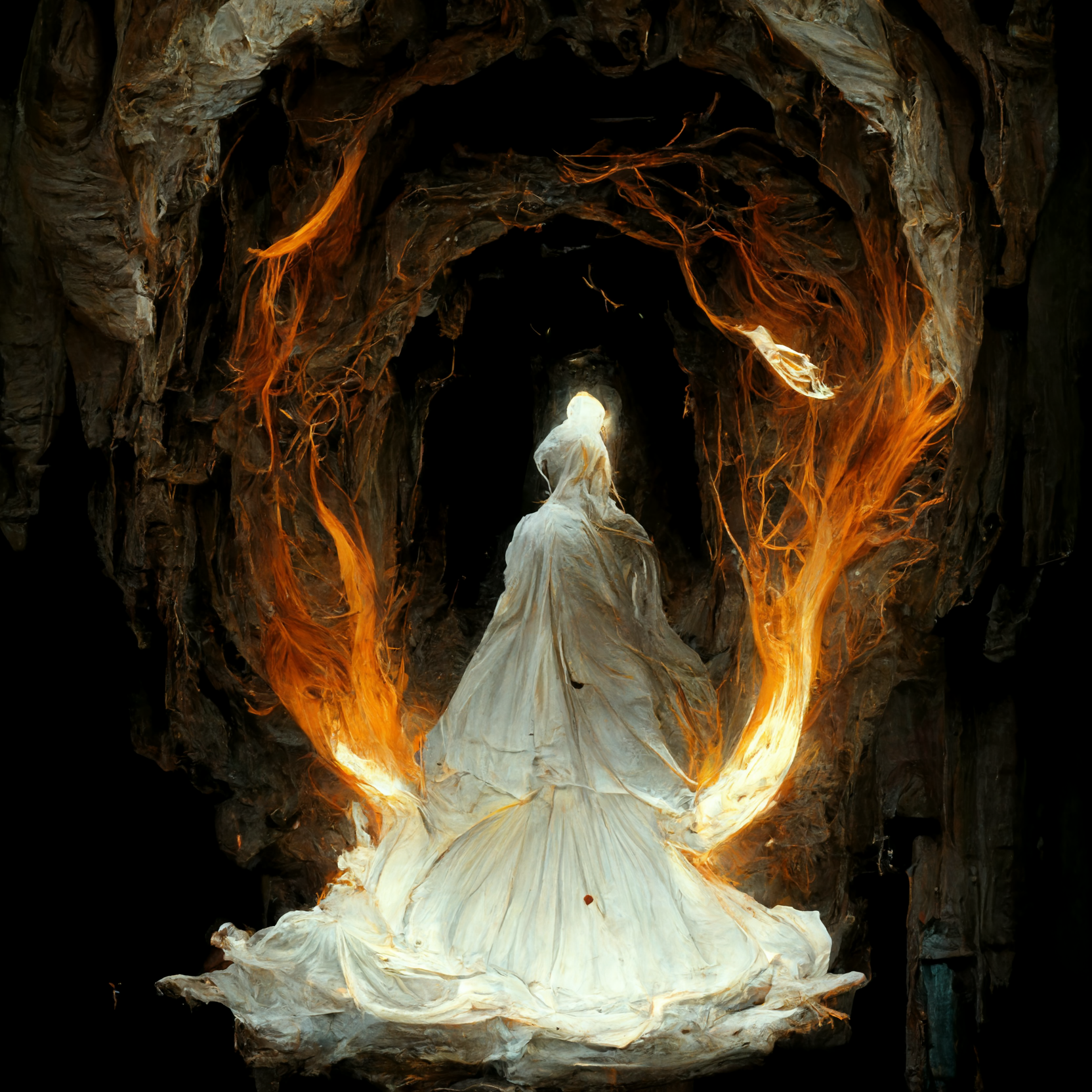
ماری شخصیتی از اساطیر باسک است، این تصویر توسط هوش مصنوعی Midjourney تصویرگری شده است.

ماری (انگلیسی: Mari) که ماری اوراکا، آنبوتوکو ماری ("بانوی آنبوتو") و مورومندیکو داما ("بانوی مورومندی") نیز نامیده می‌شود، الهه باسک‌ها است. مکان‌هایی که گفته می‌شود او در آن زندگی می‌کند شامل شکاف مورومندی، غار گوروتزگوری (آتاون)، آیزکوری و آرالار است، اگرچه همیشه نمی‌توان مطمئن بود که کدام افسانه‌های باسک باید به عنوان منشأ در نظر گرفته شوند.